# Joshua Clottey
Joshua Clottey (ur. 6 października 1977 w Akrze) – ghański bokser, były mistrz świata federacji IBF w wadze półśredniej.

## Początki
W młodzieńczych latach pasjonował się piłką nożną, jego ojciec był piłkarzem. Później jednak zainteresował się boksem. Zawodową karierę rozpoczął w marcu 1995 roku. Pierwsze walki toczył w Afryce, potem zaś przeniósł się do Wielkiej Brytanii, a następnie do Stanów Zjednoczonych.

## Kariera zawodowa
29 listopada 1999 roku stanął przed szansą wywalczenia pierwszego swojego zawodowego tytułu – WBC International. Jego rywalem był Carlos Manuel Baldomir. Mimo że prowadził na punkty, to w 11 rundzie został zdyskwalifikowany za uderzenia głową.
2 grudnia 2016 roku zawalczył o tytuł zawodowego mistrza świata federacji WBO z Antonio Margarito. Pojedynek odbył się w Boardwark Hall w Atlantic City. Przegrał jednogłośnie na punkty (112-116, 112-116, 109-118).
7 kwietnia 2007 roku pokonał jednogłośnie na punkty legendarnego Diego Corralesa. Jego rywal był liczony w dziewiątej i dziesiątej rundzie.
2 sierpnia 2008 roku stanął do walki z byłym mistrzem świata Zabem Judah. Wygrał przez techniczną decyzję w dziewiątej rundzie, dzięki czemu wywalczył pas zawodowego mistrza świata organizacji IBF.
13 czerwca 2009 roku w Madison Square Garen w Nowym Jorku zmierzył się z Miguelem Cotto. Pojedynek był bardzo wyrównany, ale sędziowie przyznali niejednogłośne zwycięstwo Portorykańczykowi (114-113, 111-116, 112-115).

## Walka z Mannym Pacquiao
13 marca 2010 roku podjął gwiazdę zawodowych ringów, Manny'ego Pacquiao. Pojedynek odbył się na stadionie w Arlington, a jego stawką był mistrzowski pas federacji WBO w wadze półśredniej. Clottey nie miał jednak zbyt wielu argumentów i przegrał gładko na punkty (109-119, 109-119, 108-120). 13 marca 2010 roku stoczył walkę z Calvinem Greenem, którą wygrał przez TKO w 2 rundzie, a następnie ogłosił zakończenie sportowej kariery.

## Powrót
Mimo wcześniejszych zapowiedzi zakończenia przygody z wyczynowym sportem, powrócił na ring 14 września 2013 roku w Huntington, pokonując na punkty Dashona Johnsona (100-89, 100-89, 99-90).
9 kwietnia 2014 roku zmierzył się w Australii z Anthonym Mundine. Zwyciężył jednogłośnie na punkty (116-108, 115-109, 117-108).
19 grudnia 2015 roku w Weronie jego rywalem był Gabriel Rosado. Clottey przegrał jednogłośnie na punkty (93-97, 93-97, 94-96).